# Épineu-le-Chevreuil
Épineu-le-Chevreuil é uma comuna francesa na região administrativa do País do Loire, no departamento de Sarthe. Estende-se por uma área de 14.70 km². Em 2010 a comuna tinha 299 habitantes (densidade: 20,3 hab./km²).